# Ніксон (фільм)
«Ніксон» (англ. NIXON) — американський художній фільм, біографічна повість про 37-го Президента США Річарда Мілхауза Ніксона (1913—1994) та епохи, яка пішла разом з ним. Режисер Олівер Стоун, у головній ролі знявся актор Ентоні Гопкінс. Прем'єра стрічки відбула́ся 22 грудня 1995.

## Про фільм
Ця політична сага присвячена одній з найнеоднозначніших постатей другої половини XX-го століття — Річарду Ніксону, його родині, найближчим соратникам, тимчасовим союзникам. Особливий акцент робиться на відносинах з політичними супротивниками, насамперед представниками клану Кеннеді. Багато уваги приділено дитинству і молодим рокам майбутнього президента.
Роботу над фільмом почали 1 травня 1995. Оліверу Стоуну вдалося зібрати на одному знімальному майданчику видатних виконавців. Навіть на тлі гри Ентоні Гопкінса важко називати акторами другого плану такі сузір'я імен, як: Джоан Аллен, Ед Гарріс, Боб Госкінс, Дж.Т. Волш, Джеймс Вудс. Чудова гра акторів передає атмосферу того часу, загострення пристрастей і інтригу фільму. Недаремно стрічку номіновано на Премію Гільдії кіноакторів США за найкращий акторський склад в ігровому кіно.
У США прем'єра фільму відбулася 22 грудня 1995 — менш ніж через за два роки після смерті Ніксона. У перший вікенд фільм зібрав 2 200 000 $ у 514 кінотеатрах. Загалом, відносно невеликі касові збори в США (13 681 765 $), можливо, свідчать про те, що визнання фільму серед публіки ще попереду, як і переосмислення тієї епохи і місця в ній Президента Річарда Мілхауза Ніксона. Стрічку потрібно не тільки дивитися, але й уважно слухати, тому що недоговореного в «Ніксоні» з надлишком і глядач повинен робити висновки сам.
Слоган фільму «He had greatness within his grasp» (укр. Його велич була в його руках).

## Сюжет
Дія фільму переважно розгортається навколо подій пов'язаних з «Вотергейтським скандалом», війни у В'єтнамі та відносинами з Кубою, зокрема операції у Затоці Свиней.
1972 рік. Група чоловіків готується проникнути до штаб-квартири кандидата в президенти від Демократичної партії Джорджа Макговерна, що розташована у вашингтонському комплексі «Вотергейт». П'ятьох зломщиків було заарештовано на місці злочину. Цю подію вважають початком «Вотергейтського скандалу». У наступній сцені, незадовго до своєї відставки, Ніксон, що на підпитку (у фільмі Ніксон зловживав не тільки владою, а й алкоголем, до того ж ліки, які він приймав, викликали у нього звикання), разом із війсковиком Олександром Хейгом обговорюють наслідки запису на магнітофон бесід у Білому домі та можливість знищення або приховування окремих епізодів. Фрагменти запису викликають у нього спогади про минуле і різні події його кар'єри. Він згадує своє дитинство та початок політичної кар'єри Ніксона, в тому числі його кампанію проти Алжира Гисса (англ. Alger Hiss) наприкінці 1940-х. Поступово його політична кар'єра набирала обертів: він був віце-президентом, а в 1968 виграв президентську гонку і очолив країну.
Надалі у фільмі, не в хронологічному порядку, спогади про дитинство, яке пройшло в Каліфорнії. В юності він захоплювався американським футболом, потім зустрів свою майбутню дружину Пет Райан; поразка у перегонах за посаду президента у 1960, вибори губернатора Каліфорнії у 1962 та протести проти війни у В'єтнамі; служба на посаді президента з 1969 по 1974. Поряд з цими спогадами згадки про бідне та суворо релігійне дитинство в Каліфорнії (смерть старшого брата від туберкульозу дозволяє сім'ї зібрати гроші для навчання Ніксона у юридичній школі).
У фільмі робиться натяк на те, що Ніксон був побічно причетний до вбивства Джона Кеннеді (англ. John F. Kennedy). Коли Ніксону загрожує імпічмент, держсекретар Генрі Кіссінджер і Олександр Хейг радять йому піти у відставку, на яку він зрештою погоджується. Фільм закінчується його прощальною промовою перед співробітниками та документальними кадрами з його похорону у 1994.

## Епілог

### Епілог 1
| «Коли вони дивляться на тебе, вони бачать, якими вони хотіли б бути. Коли вони дивляться на мене, вони бачать, якими вони є насправді» |

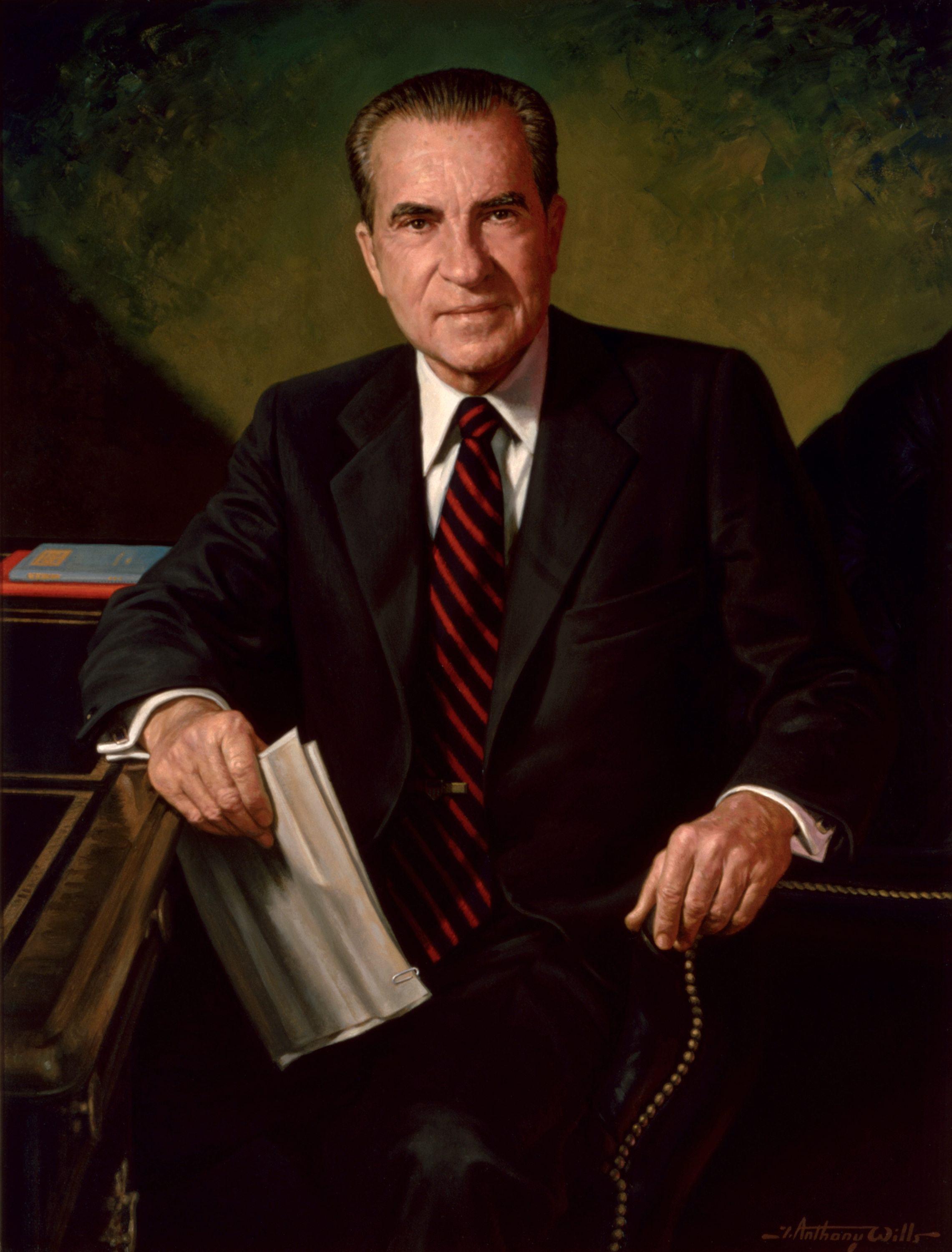
Richard M. Nixon
Зібрання White House Collection
автор J. Anthony Wills, 1984

Ці слова сказані у фільмі «Ніксон» головним героєм Ентоні Гопкінсом біля портрету Джона Ф. Кеннеді в Білому домі, можуть бути не тільки епілогом до фільму, але й ключем до його розуміння і осмислення.

### Епілог 2
| «Мені шкода того, хто наступний займе це місце» (Ніксон) |

## У ролях
- Ентоні Гопкінс —  Річард Мілхауз Ніксон, Президент США
- Джоан Аллен —  Пет Ніксон, перша леді
- Аннабет Гіш —  Джулі Ніксон, молодша донька
- Марлі Шелтон —  Трісія Ніксон, старша донька
- Пол Сорвіно[en] —  Генрі Алфред Кіссинджер
- Джеймс Вудс —  Г. Р. Голдеман
- Джей Ті Волш —  Джон Ерліхман
- Пауерс Бут —  Олександр Гейг
- Ед Гарріс —  Говард Гант
- Боб Госкінс —  Едгар Гувер
- Є. Г. Маршалл —  Джон Мітчелл
- Девід Пеймер —  Рон Зіглер
- Бріджетт Вілсон —  Сенді
- Девід Гайд Пірс —  Джон Дін
- Файвуш Фінкель —  Мюррей Чотінер [4]
- Мері Стінберген — мати Ніксона
- Рік Янг — Мао Цзедун
- Майкл Чикліс — телережисер
- Бай Лін — перекладачка

## Цікаві факти
За матеріалами сайту vokrug.tv [Архівовано 8 листопада 2016 у Wayback Machine.]
- Ідея зняти фільм про Річарда Ніксона належить колишньому спічрайтеру і члену Комітету закордонних справ Еріку Гамбургу (англ. Eric Hamburg). У той час режисер працював над іншими проєктами, проте вони не були здійснені і він повернувся до ідеї біографії. Останнім поштовхом стала смерть Річарда Ніксона у квітні 1994
- Це другий фільм Олівера Стоуна про президентів США. За чотири роки до цього він зняв фільм-розслідування «Джон Ф. Кеннеді: Постріли в Далласі», а через 13 років, у 2008, випустить картину «Буш». Стоун і Гамбург разом з Хопкінсом і Вудсом літали до Вашингтону, де зустрічалися з наближеними Ніксона. Також під час підготовки до знімання Пауерс Бут, Девід Хайд Пірс та Пол Сорвіно зустрілися з прототипами своїх героїв: Олександром Хейгом, Джоном Діном та Генрі Кіссинджером. Джей Ті Уолшу зробити це не вдалося, бо його герой, помічник Ніксона з питань національної безпеки Джон Ерліхман, був не в захваті від ідеї фільму і погрожував його творцям судом
- Як консультант «Ніксон» виступив один з учасників Вотергейтського скандалу Олександр Баттерфілд (англ. Alexander Butterfield)
- Для достовірного відтворення Овального кабінету до роботи над картиною залучався колишній головний секретар Білого дому Джон Сирз (англ. John Sears)
- Щоб заощадити, Олівер Стоун використовував декорації Білого дому побудовані для фільму «Американський президент»
- Ентоні Хопкінс переглянув всі доступні архівні записи Ніксона. Він лягав спати з увімкненим телевізором або магнітофоном, щоб промова президента відкладалася у нього в підсвідомості
- Під час знімання Пол Сорвіно заявив Ентоні Хопкінсу, що у нього неправильний акцент, після чого Хопкінс відмовився зніматися, і Стоуну довелося умовляти його залишитися[3]

## Відзнаки

### Премія
- Національної спілки кінокритиків США — «Найкраща акторка другого плану» — Джоан Аллен

### Номінації на премію
- «Оскар» за «Найкращу чоловічу роль» — Ентоні Гопкінс
- Премія Гільдії кіноакторів США за найкращий акторський склад в ігровому кіно
- Премия BAFTA «Найкраща жіноча роль другого плану» — Джоан Аллен
- «Найкраща музика до драматичного фільму» — Джон Вільямс
- «Найкращий оригінальний сценарій» — Стівен Рівель, Олівер Стоун, Крістофер Уілкінсон